# 66 Arietis
Désignations
66 Arietis est une étoile multiple de la constellation du Bélier. 66 Arietis est sa désignation de Flamsteed. Elle a une magnitude apparente de 6,03, la plaçant près de la limite de visibilité à l'œil nu. D'après la mesure de sa parallaxe annuelle par le satellite Gaia, le système est distant d'environ ∼ 230 a.l. (∼ 70,5 pc) de la Terre. Il s'en éloigne à une vitesse radiale héliocentrique de +49 km/s.
66 Arietis apparaît être un système d'étoiles triple. Sa composante primaire, désignée 66 Arietis A, est à la fois une binaire visuelle et à occultations, dont les deux étoiles (Aa et Ab) sont séparées par seulement 0,08 seconde d'arc. 66 Arietis Aa est classée comme une étoile sous-géante de type spectral K0 IV. Son rayon est six fois supérieur à celui du Soleil et elle est 18 fois plus lumineuse que le Soleil. Sa température effective est de 4 864 K.
La troisième composante, 66 Arietis B, est une étoile de magnitude 10,4 située à une distance angulaire de 0,71 seconde d'arc à un angle de position de 60° de 66 Arietis A.